# Câu lạc bộ bóng đá Đắk Lắk
Câu lạc bộ bóng đá Đắk Lắk là một câu lạc bộ bóng đá Việt Nam có trụ sở ở thành phố Buôn Ma Thuột, tỉnh Đắk Lắk. Sân nhà của đội là Sân vận động Buôn Ma Thuột có sức chứa 20 nghìn chỗ ngồi.

## Lịch sử
Đắk Lắk là tỉnh có truyền thống và bề dày về bóng đá trước đây, cũng như sau ngày giải phóng hoàn toàn miền Nam, thống nhất đất nước. Năm 1976, đội bóng đá Đắk Lắk đã tham gia giải bóng đá Trường Sơn của khu vực miền Trung và những năm tiếp theo đều tham gia các giải bóng đá hạng A2, A1 toàn quốc, đạt thứ hạng khá trong khu vực và cả nước. Ngoài ra đội cũng từng tham gia giải hạng nhất quốc gia từ những năm đầu thập kỷ 90.
Mùa giải 2013, sau 10 năm thi đấu ở giải Hạng Nhì, đội đã thi đấu xuất sắc và giành vị trí thứ hai bảng B với 6 thắng, 4 hòa sau 10 vòng đấu. Đội chính thức giành quyền lên chơi giải Hạng Nhất 2014 sau khi giành chiến thắng 1-0 trước Nam Định. Mùa giải Hạng Nhất 2015, đội đứng thứ 5 với chiến thắng trước Công An Nhân Dân và chính thức trụ hạng. Mùa giải 2016, câu lạc bộ có sự chuyển biến mạnh mẽ khi thay huấn luyện viên mới và tăng cường đội hình.

## Đội hình hiện tại
Tính đến đầu mùa giải V.League 2 - 2022.
Ghi chú: Quốc kỳ chỉ đội tuyển quốc gia được xác định rõ trong điều lệ tư cách FIFA. Các cầu thủ có thể giữ hơn một quốc tịch ngoài FIFA.
| Số | VT | Quốc gia | Cầu thủ              |
| -- | -- | -------- | -------------------- |
| 1  | TM | Việt Nam | Y Eli Niê            |
| 3  | HV | Việt Nam | Danh Lương Thực      |
| 4  | HV | Việt Nam | Nguyễn Văn Đức       |
| 5  | HV | Việt Nam | Lê Thành Lâm         |
| 6  | HV | Việt Nam | Đinh Xuân Dương      |
| 7  | TV | Việt Nam | Lương Thanh Ngọc Lâm |
| 9  | TĐ | Việt Nam | Võ Hoàng Hưng        |
| 10 | TĐ | Việt Nam | Trương Văn Thành     |
| 11 | HV | Việt Nam | Nguyễn Ngọc Toàn     |
| 13 | TĐ | Việt Nam | Bùi Ngọc Thịnh       |
| 14 | HV | Việt Nam | Nguyễn Văn Cầm       |
| 16 | TĐ | Việt Nam | Thái Minh Hiếu       |
| 20 | TV | Việt Nam | Hồ Việt Hoàng        |
| 22 | TV | Việt Nam | Hà Ngọc Vũ           |

| Số | VT | Quốc gia | Cầu thủ           |
| -- | -- | -------- | ----------------- |
| 23 | TM | Việt Nam | Nguyễn Thanh Phú  |
| 27 | TM | Việt Nam | Ngô Văn Nhựt      |
| 34 | TV | Việt Nam | Nguyễn Bá Dương   |
| 36 | TV | Việt Nam | Lê Bằng Gia Huy   |
| 37 | TV | Việt Nam | Trần Ngọc Ánh     |
| 39 | TM | Việt Nam | Văn Đức Vũ        |
| 42 | HV | Việt Nam | Đỗ Xuân Thi       |
| 43 | HV | Việt Nam | Phan Văn Huy      |
| 47 | TĐ | Việt Nam | Phạm Gia Hưng     |
| 68 | TV | Việt Nam | Võ Hoàng Uy       |
| 77 | TV | Việt Nam | Nguyễn Ngọc Tú    |
| 86 | TV | Việt Nam | Nguyễn Quốc Hoàng |
| 88 | TV | Việt Nam | Quách Công Đình   |

## Thành tích

### Giải Quốc gia
Giải vô địch bóng đá hạng nhì Việt Nam:
- Vô địch (1): 2002
- Á quân (1): 2013

## Các huấn luyện viên trong lịch sử

### Huấn luyện viên trưởng
| Các huấn luyện viên trưởng của Đắk Lắk \| - 2000 - 2013: Võ Thành Danh - 2013 - 2014: Trần Phi Ái - 2014 - 2015: Lư Đình Tuấn - 2015: Phan Tôn Lợi - 2015 - 2018: Trần Phi Ái - 2019 - nay: Trương Minh Tiến \| |
| - 2000 - 2013: Võ Thành Danh - 2013 - 2014: Trần Phi Ái - 2014 - 2015: Lư Đình Tuấn - 2015: Phan Tôn Lợi - 2015 - 2018: Trần Phi Ái - 2019 - nay: Trương Minh Tiến                                              |

## Thành phần ban huấn luyện
| Chức vụ                | Tên              |
| ---------------------- | ---------------- |
| Chủ tịch               | Võ Thành Danh    |
| Huấn luyện viên trưởng | Trương Minh Tiến |
| Giám đốc kỹ thuật      | Trần Phi Ái      |

## Nhà sản xuất và tài trợ áo đấu

### Nhà sản xuất áo đấu
- 2021–: Demenino Sport

### Nhà tài trợ áo đấu
- 1976–1995: Không Có
- 1996–1999: Sharp
- 2000–2013: Mitsubishi
- 2014–2015: Toyota
- 2016–hiện tại: Trung Nguyên